# 미노바야시역
미노바야시역(일본어: 見能林駅 みのばやしえき[*])은 일본 도쿠시마현 아난시에 위치한 시코쿠 여객철도 무기 선의 철도역이다. 역 번호는 M13이며, 단선 승강장 1면 1선의ㅣ 구조를 갖춘 지상역이다. 1986년경에 발생한 화재로 인해, 현재는 간이 승강장 형태로 전환되었다.

## 역 주변
- 아난 신용금고 미노바야시에키마에 지점
- 아와 은행 미노바야시 지점

## 역사
- 1936년 3월 27일 : 개업.
- 1986년경 : 역사가 화재로 소실.
- 1987년 4월 1일 : 일본국유철도 분할 민영화에 의해, 시코쿠 여객철도가 승계.
- 2009년 3월 27일 : 구리이바라 상점 폐점.

## 인접 역
| 시코쿠 여객철도 무기 선 | 시코쿠 여객철도 무기 선 | 시코쿠 여객철도 무기 선       |
| ----------------------- | ----------------------- | ----------------------------- |
| M 12 아난 도쿠시마 방면 | 보통                    | 아와타치바나 M 14 가이후 방면 |